# 일본국 헌법 제75조
일본국 헌법 제75조(일본어: 日本国憲法第75条)은 일본국 헌법 제5장 "내각"의 조문 중 하나이다. 재임 중인 국무대신(각료)의 소추에 관한 내각총리대신의 동의권에 대해 규정하고 있다.

## 조문
일본국 헌법 제75조
국무대신은 그 재임 중 내각총리대신의 동의가 없다면 소추되지 아니한다. 단 이 때문에 소추의 권리는 침해당하지 아니한다.

## 해설
내각을 구성하는 국무대신(각료)은 내각총리대신의 동의가 없으면 소추되지 않는다. 재임 중 총리의 동의를 받지 못한 소추는 즉각 공소시효가 정지되며 해당 각료의 퇴임과 동시에 공소가 제기된다.
다만 각료가 총리의 동의 없이 소추가 아닌 체포된 사례는 있다. 1948년 구루스 다케오 대신이 체포된 것이 그 예인데, 당시 도쿄 지방재판소(법원)는 "소추는 체포나 구속과는 관계가 없다"라는 판단을 내리고 구루스 대신의 체포영장을 발부했다.
그런데 이 조문에 중대한 허점이 있다는 지적이 있다. 바로 내각총리대신의 소추에 관한 문제인데, 법적으로 내각총리대신은 국무대신 중 한 사람이므로 본 조에 따르면 "내각총리대신이 소추되기 위해서는 내각총리대신 본인의 동의가 필요하다"는 것이 된다. 이에 대해 "자신의 소추를 도대체 누가 동의한다는 말인가"라는 지적이 나오기도 했다. 학계에는 이와 같이 내각총리대신이 각료소추동의권을 악용하는 사례에 대해서는 헌법 제69조가 규정하고 있는 중의원의 내각 불신임권으로 충분히 억제할 수 있다는 견해도 있다.